# L'Envers du décor
 (signalé en août 2025).
Si vous disposez d'ouvrages ou d'articles de référence ou si vous connaissez des sites web de qualité traitant du thème abordé ici, merci de compléter l'article en donnant les références utiles à sa vérifiabilité et en les liant à la section « Notes et références ».
- Archive Wikiwix
- Bing
- Cairn
- DuckDuckGo
- E. Universalis
- Gallica
- Google
- G. Books
- G. News
- G. Scholar
- Persée
- Qwant
- (zh) Baidu
- (ru) Yandex
- (wd) trouver des œuvres sur Wikidata

L'Envers du décor est la vingt-neuvième histoire de la série La Patrouille des Castors de Mitacq. Elle est publiée pour la première fois du no 2270 au no 2280 du journal Spirou. Puis est publiée sous forme d'album en 1983.

## Historique
Selon L'INTÉGRALE numéro 6 (page 49) c'est Jacques Stoquart qui a écrit un premier synopsis. 